# Gilbert- és Marshall-szigeteki hadműveletek
A Gilbert- és Marshall-szigeteki hadműveletek a második világháborúban a csendes-óceáni hadszíntéren végrehajtott amerikai katonai akciók voltak. Az amerikaiak 1943 novembere és 1944 februárja között stratégiai fontosságú szigeteket foglaltak el, hogy elvágják Japánt déli területeitől, illetve megkönnyítsék a Japán Birodalom fontos bázisainak és magának a szigetországnak a bombázását. A hadműveleteket az amerikai flotta és a tengerészgyalogság hajtotta végre. A Gilbert-szigeteki offenzíva, amelynek célja Tarawa, Makin és Abemama elfoglalása volt, a Galvanikus hadművelet (Operation Galvanic) kódnevet kapta.

## Előzmények
A japánok három nappal a Pearl Harbor elleni támadás után foglalták el a Gilbert-szigeteket. Makin-szigeten repülőteret építettek, és számos atollon helyeztek el helyőrséget, hogy szemmel tarthassák a szövetségesek hadmozdulatait a Csendes-óceán déli részén. 1942 augusztusában az amerikaiak végrehajtották a makini rajtaütést, amely nyilvánvalóvá tette a japánok számára, mennyire sebezhetők a szigeteken kialakított állásaik. Az akciót követően a japánok valódi erődítményekké alakították át a szigeteket, és megerősítették a helyőrségeket. A legnagyobb és stratégiai szempontból legfontosabb sziget a Tarawa-atoll volt.
Az amerikai tengerészgyalogosok 1942. augusztus 17–18-án végrehajtották a makini rajtaütést, amelynek célja a japán létesítmények lerombolása, foglyok ejtése és információgyűjtés volt. A rajtaütés másik fontos feladata az volt, hogy elterelje a japánok figyelmét az amerikaiak guadalcanali hadjárata és a Tulagi partraszállásáról. A makini rajtaütés az első olyan szárazföldi akciók közé tartozik a második világháborúban, amelyben az amerikaiak támadóan léptek fel.
Habár a tengerészgyalogosoknak sikerült semlegesíteniük a japán helyőrséget, az akció nem érte el kitűzött célját, viszont azáltal, hogy rámutatott a japán helyőrségek sebezhetőségére, arra sarkallta a birodalmat, hogy nagyobb gondot fordítson a védelemre. Ez később súlyos emberveszteséget okozott az amerikai inváziós erőknek.
Az 1943 januári casablancai konferencián a szövetségesek elfogadták azt az alapelvet, hogy először a németeket kell legyőzni, Japánt csak a náci Németország kapitulációja után kell térdre kényszeríteni. Az európai hadműveletekkel párhuzamosan azonban a csendes-óceáni térségben is megkezdődtek az akciók. Az amerikaiak a „szigetről szigetre ugrás” jegyében összehangolt haditengerészeti, légi és kétéltű hadműveleteket indítottak különböző stratégiai fontosságú szigetek ellen.

## Tarawa

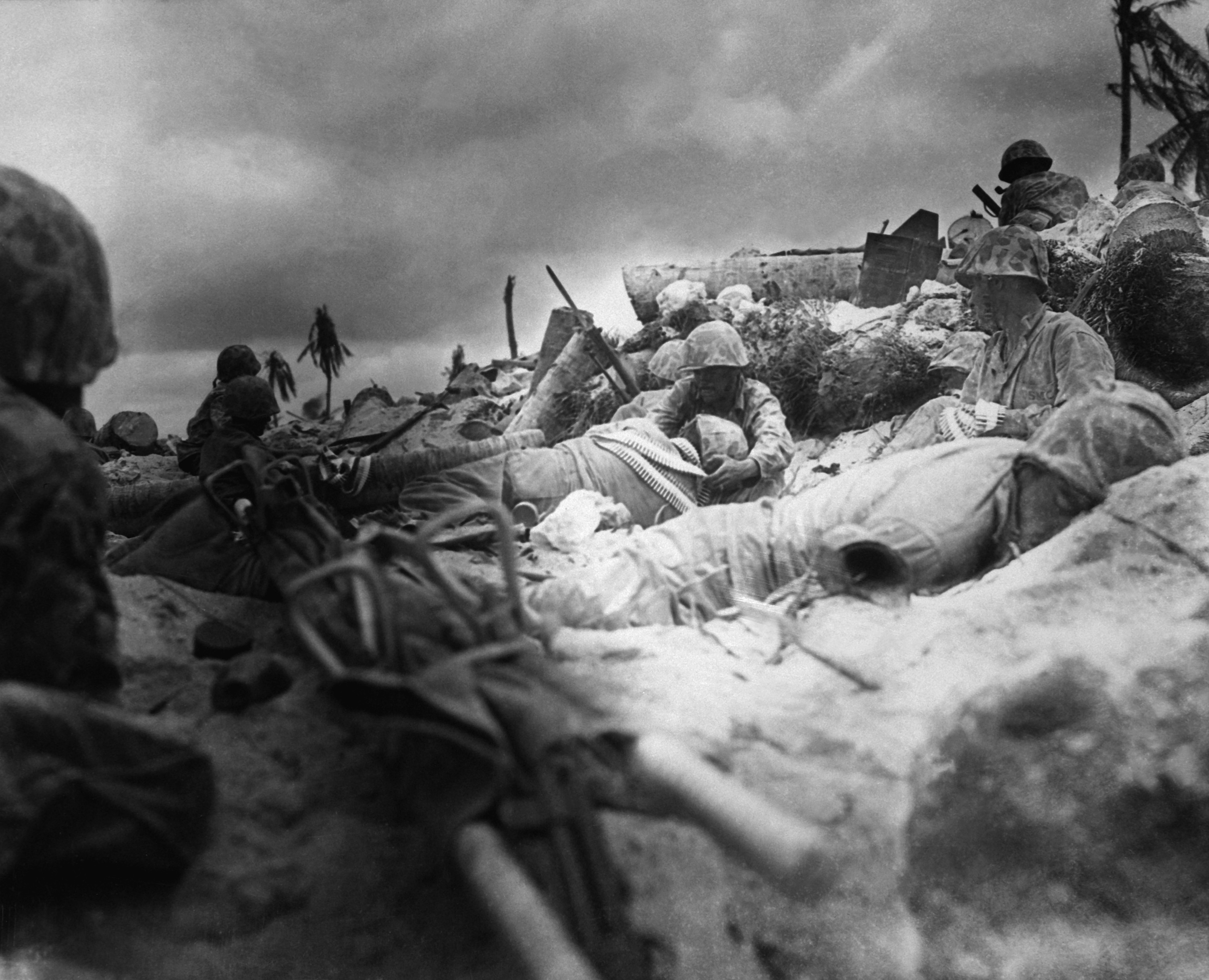
Tengerészgyalogosok halott társaik fedezékében

A Tarawa-atoll északra az egyenlítőtől, délnyugatra Hawaiitól fekszik, ez utóbbitól négyezer kilométer választja el, Truktól, a japánok nagy haditengerészeti bázisától pedig mintegy 1300 kilométer. A sziget az Egyesült Államok és Ausztrália, illetve Új-Zéland közötti kommunikációs vonalon feküdt, így logikus választás volt a megtámadása. A sziget háromszög alakú, keleti oldala 29 kilométer, déli oldala 19 kilométer hosszú. Számos kisebb szigetből áll, a legnagyobb a délnyugati csücskén található Betio. A japánok 1941. december 10-én érkeztek a szigetre, és egy légi bázist építettek. A szigetet megerősítették, a tengerparton kókuszfa törzsekből 1-2 méter magas falat építettek, amelyek mögött géppuskafészkeket helyeztek el. Az atollon 62 nehéz- és 44 könnyűgéppuska, valamint négy 140 milliméteres és négy 203 milliméteres parti löveg várta az inváziós sereget. A helyőrség mintegy négyezer katonából állt.
November 19-én az amerikai flotta – csatahajók, repülőgép-hordozók, cirkálók, rombolók és az ellátmányt szállító egyéb hajók – megérkezett Tarawához. Az amerikaiak az atollok elfoglalására kidolgozott új taktikájukat alkalmazták: a tengerészgyalogosok partra szállása előtt a haditengerészet és a légierő hevesen bombázta a szigetet. Másnap megkezdődött a partraszállás. A japánok parancsnoka a csata elején meghalt. Hiánya és a szétbombázott kommunikációs vonalak miatt a japánok nem tudtak komoly ellentámadást indítani, amíg az amerikaiak sebezhetőek voltak.

## Makin

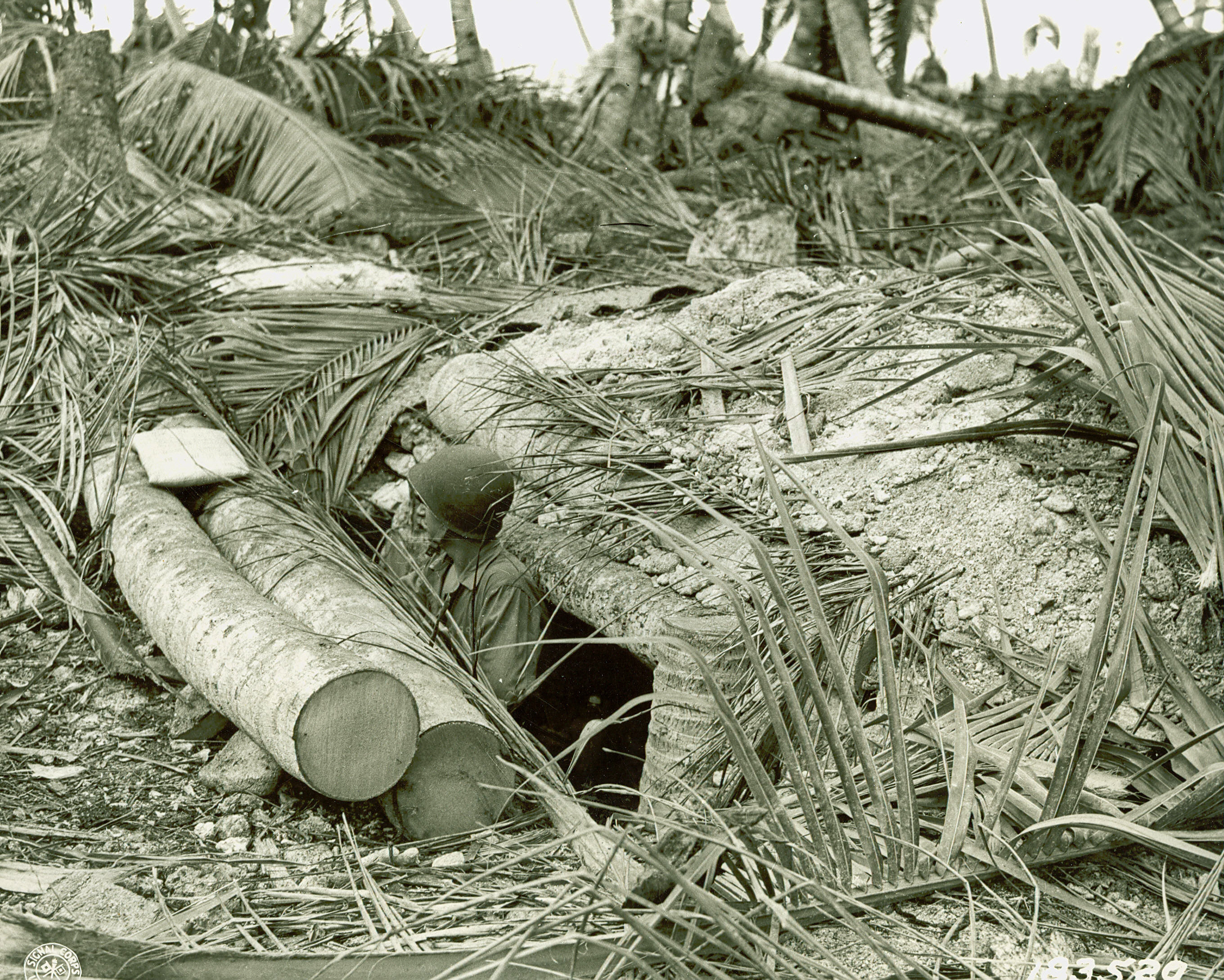
Elfoglalt japán bunker

A Makin-atoll főszigete, Butaritari védelme a lagúna partjára összpontosított, ahol a hidroplánbázis volt. A japánok két harckocsiakdály-rendszert építettek ki. A nyugati a lagúna kétharmadáig húzódott, nagyjából három és fél méter széles, másfél méter mély volt. A vonalat egy tankelhárító ágyú, hat géppuska- és ötven lövészállás védte. A keleti akadály a nyugatinál kicsit szélesebb és mélyebb volt. Ezt szögedrótok és a másikhoz hasonló lőállások védték. A sziget másik, óceán felőli oldalán számos megerősített pozíció várta a támadókat, 8 hüvelykes lövegekkel, harckocsielhárító-fegyverekkel, tíz géppuska- és 85 lövészállással.
November 20-án 6 óra 3 perckor megkezdődött a partraszállás a Vörös kódnevű parton. Több jármű fennakadt a korallzátonyokon, utasaik így kénytelenek voltak derékig érő vízben gázolni a part felé. Ezzel párhuzamosan megindult a második partraszállás is a Sárga-part ellen. Az amerikai csapatok előrenyomulását nem tudták megállítani a fák koronájában rejtőzködő japán mesterlövészek és a különböző tűzerejű bunkerek. Az ellenállási gócok csak ideig-óráig lassították a haladást, amíg a hatalmas túlerőben lévő támadók meg nem semmisítették azokat. November 21-23-án az amerikaiak harckocsik segítségével folytatták a sziget megtisztítását. A japánok vesztesége 550 halott és 105 fogoly volt, utóbbiak építőmunkások voltak. November 24-én, a kora hajnali órákban a japán I–175-ös tengeralattjáró megtorpedózta a Liscome Bay repülőgép-hordozót, amely csak néhány órával korábban érkezett Makinhoz. A torpedó a légibombaraktárat találta el, és a robbanássorozat gyorsan elsüllyesztette a hajót. A Makinnál meghalt amerikaiak túlnyomó többsége a Liscome Bayen szolgált.

## Más ütközetek
- Abemama – 1943. november 20-án egy felderítő század szállt partra a Nautilus tengeralattjáróról, és megtámadta az atoll 25 tagú helyőrségét. A csata gyorsan eldőlt, valamennyi japán elesett.[11]
- Kwajalein – Az atollért 1944. január 21. és február 3. között folyt a harc. A tengerészgyalogosok az atoll két pontján szálltak partra. A megszállók csaknem nyolcezer embert vesztettek az ütközetben.
- Eniwetok – Az ütközet 1944. február 17. és 23. között zajlott. Az atoll értékét leszállópályája és kikötője jelentette, ahonnan támogatni lehetett az északnyugatra fekvő Mariana-szigetek invázióját.

## Megítélése
Holland M. Smith tábornok, az V. Kétéltű Hadtest főparancsnoka a makini rajtaütést okolta azért, hogy a japánok a fő hadműveletek idejére igazi erődrendszereket építettek ki a szigeteken. Úgy gondolta, hogy Tarawát ki lehetett volna kerülni, ezáltal megmentve több ezer amerikai katona életét. Chester Nimitz admirális és a flotta más parancsnokai ezzel szemben azon az állásponton voltak, hogy a Gilbert-szigeteken kiépített repterek elengedhetetlenül fontosak voltak a Marshall-szigetekért indított offenzívák során.